# Ross Elliott
Ross Elliott (New York, 18 giugno 1917 – Los Angeles, 12 agosto 1999) è stato un attore statunitense.

## Biografia
Ross Elliott nacque a New York il 18 giugno 1917.
Iniziò la sua carriera nel teatro, a Broadway, prima di partire per la seconda guerra mondiale. Ha poi recitato in oltre 50 film dal 1943 al 1986 ed è apparso in 190 produzioni televisive dal 1951 al 1985. Ha interpretato il ruolo dello sceriffo Mark Abbott in 61 episodi della serie televisiva western Il virginiano.
Morì a Los Angeles il 12 agosto 1999.

## Filmografia

### Cinema
- This Is the Army, regia di Michael Curtiz (1943)
- Terrore (The Burning Cross), regia di Walter Colmes (1947)
- Il sortilegio delle amazzoni (Angel on the Amazon), regia di John H. Auer (1948)
- Streets of San Francisco, regia di George Blair (1949)
- Incrocio pericoloso (The Crooked Way), regia di Robert Florey (1949)
- La bella preda (The Gal Who Took the West), regia di Frederick De Cordova (1949)
- Chinatown at Midnight, regia di Seymour Friedman (1949)
- La sanguinaria (Deadly Is the Female), regia di Joseph H. Lewis (1950)
- Tyrant of the Sea, regia di Lew Landers (1950)
- Dynamite Pass, regia di Lew Landers (1950)
- Cody of the Pony Express, regia di Spencer Gordon Bennet (1950)
- Tre segreti (Three Secrets), regia di Robert Wise (1950)
- L'ultimo dei bucanieri (Last of the Buccaneers), regia di Lew Landers (1950)
- Il mistero del marito scomparso (Woman on the Run), regia di Norman Foster (1950)
- Chicago Calling, regia di John Reinhardt (1951)
- La setta dei tre K (Storm Warning), regia di Stuart Heisler (1951)
- La conquistatrice (I Can Get It for You Wholesale), regia di Michael Gordon (1951)
- Piombo rovente (Hot Lead), regia di Stuart Gilmore (1951)
- Desert of Lost Men, regia di Harry Keller (1951)
- Banditi senza mitra (Loan Shark), regia di Seymour Friedman (1952)
- Trinidad (Affair in Trinidad), regia di Vincent Sherman (1952)
- Woman in the Dark, regia di George Blair (1952)
- Problem Girls, regia di Ewald André Dupont (1953)
- Il risveglio del dinosauro (The Beast from 20,000 Fathoms), regia di Eugène Lourié (1953)
- I senza legge (Tumbleweed), regia di Nathan Juran (1953)
- Ma and Pa Kettle at Home, regia di Charles Lamont (1954)
- Agguato al grande canyon (Massacre Canyon), regia di Fred F. Sears (1954)
- Mandato di cattura (Dragnet), regia di Jack Webb (1954)
- Sos polizia coloniale (African Manhunt), regia di Seymour Friedman (1955)
- Carolina Cannonball, regia di Charles Lamont (1955)
- La rivolta delle recluse (Women's Prison), regia di Lewis Seiler (1955)
- The Toughest Man Alive, regia di Sidney Salkow (1955)
- Tarantola (Tarantula), regia di Jack Arnold (1955)
- L'uomo che uccise il suo cadavere (Indestructible Man), regia di Jack Pollexfen (1956)
- Operazione Normandia (D-Day the Sixth of June), regia di Henry Koster (1956)
- Chain of Evidence, regia di Paul Landres (1957)
- Noi giovani (As Young as We Are), regia di Bernard Girard (1958)
- Ricerche diaboliche (Monster on the Campus), regia di Jack Arnold (1958)
- Sacro e profano (Never So Few), regia di John Sturges (1959)
- Dimmi la verità (Tammy Tell Me True), regia di Harry Keller (1961)
- Quel certo non so che (The Thrill of It All), regia di Norman Jewison (1963)
- La mano strisciante (The Crawling Hand), regia di Herbert L. Strock (1963)
- Letti separati (The Wheeler Dealers), regia di Arthur Hiller (1963)
- Gli impetuosi (The Lively Set), regia di Jack Arnold (1964)
- Seme selvaggio (Wild Seed), regia di Brian G. Hutton (1965)
- L'ultimo colpo in canna (Day of the Evil Gun), regia di Jerry Thorpe (1968)
- I guerrieri (Kelly's Heroes), regia di Brian G. Hutton (1970)
- Il pirata dell'aria (Skyjacked), regia di John Guillermin (1972)
- L'esecuzione... una storia vera (Act of Vengeance), regia di Bob Kelljan (1974)
- L'inferno di cristallo (The Towering Inferno), regia di John Guillermin (1974)
- Gable e Lombard: un grande amore (Gable and Lombard), regia di Sidney J. Furie (1976)
- Mr. Too Little, regia di Stuart E. McGowan (1978)
- Scorpion, regia di William Riead (1986)

### Televisione
- The Living Christ Series – serie TV (1951)
- Squadra mobile (Racket Squad) – serie TV, un episodio (1951)
- Gruen Guild Playhouse – serie TV, 2 episodi (1951-1952)
- Sky King – serie TV, un episodio (1952)
- Adventures of Superman – serie TV, un episodio (1952)
- Il cavaliere solitario (The Lone Ranger) – serie TV, 2 episodi (1952-1953)
- I Married Joan – serie TV, un episodio (1953)
- The Ford Television Theatre – serie TV, un episodio (1954)
- Waterfront – serie TV, un episodio (1954)
- Mr. & Mrs. North – serie TV, un episodio (1954)
- The Public Defender – serie TV, un episodio (1954)
- Fireside Theatre – serie TV, 2 episodi (1950-1954)
- The Pepsi-Cola Playhouse – serie TV, 2 episodi (1954-1955)
- City Detective – serie TV, 3 episodi (1953-1955)
- The Star and the Story – serie TV, episodio 1x08 (1955)
- It's a Great Life – serie TV, un episodio (1955)
- Stage 7 – serie TV, episodio 1x06 (1955)
- Lucy ed io (I Love Lucy) – serie TV, 3 episodi (1952-1955)
- Soldiers of Fortune – serie TV, 2 episodi (1955)
- The Millionaire – serie TV, un episodio (1955)
- Chevron Hall of Stars – serie TV, un episodio (1956)
- Matinee Theatre – serie TV, 2 episodi (1955-1956)
- Furia (Fury) – serie TV, un episodio (1956)
- Four Star Playhouse – serie TV, 3 episodi (1954-1956)
- Passport to Danger – serie TV, un episodio (1956)
- Jane Wyman Presents The Fireside Theatre – serie TV, un episodio (1956)
- Schlitz Playhouse of Stars – serie TV, 4 episodi (1954-1956)
- The George Burns and Gracie Allen Show – serie TV, 7 episodi (1954-1956)
- The Adventures of Jim Bowie – serie TV, 2 episodi (1956)
- Wire Service – serie TV, episodio 1x04 (1956)
- Scienza e fantasia (Science Fiction Theatre) – serie TV, episodio 2x32 (1956)
- Studio 57 – serie TV, un episodio (1956)
- General Electric Theater – serie TV, un episodio (1956)
- The Gray Ghost – serie TV, episodio 1x22 (1957)
- Panico (Panic!) – serie TV, episodio 1x03 (1957)
- Cavalcade of America – serie TV, 4 episodi (1954-1957)
- The People's Choice – serie TV, un episodio (1957)
- Navy Log – serie TV, episodi 1x01-2x30 (1955-1957)
- Crossroads – serie TV, episodio 2x32 (1957)
- Official Detective – serie TV, un episodio (1957)
- The Silent Service – serie TV, 2 episodi (1957)
- L'uomo ombra (The Thin Man) – serie TV, episodio 1x14 (1957)
- Broken Arrow – serie TV, 2 episodi (1956-1958)
- State Trooper – serie TV, 3 episodi (1958)
- Alcoa Theatre – serie TV, 2 episodi (1958)
- Meet McGraw – serie TV, un episodio (1958)
- Perry Mason – serie TV, un episodio (1958)
- Trackdown – serie TV, 2 episodi (1957-1958)
- The Donna Reed Show – serie TV, un episodio (1958)
- Flight – serie TV, episodio 1x17 (1958)
- Westinghouse Desilu Playhouse – serie TV, episodio 1x08 (1958)
- The Texan – serie TV, episodio 1x14 (1958)
- Special Agent 7 – serie TV, un episodio (1959)
- Border Patrol – serie TV, un episodio (1959)
- Disneyland – serie TV, un episodio (1959)
- Rescue 8 – serie TV, episodio 1x31 (1959)
- Mike Hammer – serie TV, un episodio (1959)
- 21 Beacon Street – serie TV, un episodio (1959)
- Le leggendarie imprese di Wyatt Earp (The Life and Legend of Wyatt Earp) – serie TV, 4 episodi (1958-1959)
- Il tenente Ballinger (M Squad) – serie TV, 2 episodi (1958-1959)
- Richard Diamond (Richard Diamond, Private Detective) – serie TV, 2 episodi (1957-1959)
- Men Into Space – serie TV, episodio 1x06 (1959)
- Death Valley Days – serie TV, un episodio (1959)
- Pony Express – serie TV, episodio 1x20 (1960)
- Markham – serie TV, 2 episodi (1959-1960)
- Maverick – serie TV, episodio 3x19 (1960)
- Alcoa Presents: One Step Beyond – serie TV, 2 episodi (1959-1960)
- I racconti del West (Zane Grey Theater) – serie TV, 2 episodi (1957-1960)
- Mr. Lucky – serie TV, episodio 1x24 (1960)
- Colt .45 – serie TV, un episodio (1960)
- The Ann Sothern Show – serie TV, un episodio (1960)
- Tightrope – serie TV, episodio 1x36 (1960)
- The Chevy Mystery Show – serie TV, episodio 1x05 (1960)
- Lock-Up – serie TV, episodi 1x04-2x04 (1959-1960)
- Michael Shayne - serie TV episodio 1x05 (1960)
- The Rebel – serie TV, 2 episodi (1960)
- Assignment: Underwater – serie TV, un episodio (1960)
- Carovana (Stagecoach West) – serie TV, episodio 1x12 (1960)
- The Adventures of Superboy – film TV (1961)
- Ci pensa Beaver (Leave It to Beaver) – serie TV, 2 episodi (1960-1961)
- Letter to Loretta – serie TV, 7 episodi (1954-1961)
- Ricercato vivo o morto (Wanted: Dead or Alive) – serie TV, episodi 1x12-3x16 (1958-1961)
- Thriller – serie TV, episodio 1x21 (1961)
- The Barbara Stanwyck Show – serie TV, un episodio (1961)
- Gli intoccabili (The Untouchables) – serie TV, un episodio (1961)
- The Best of the Post – serie TV, episodio 1x22 (1961)
- Sugarfoot – serie TV, episodio 4x09 (1961)
- The Case of the Dangerous Robin – serie TV, un episodio (1961)
- The Asphalt Jungle – serie TV, un episodio (1961)
- Angel – serie TV, un episodio (1961)
- Peter Gunn – serie TV, episodio 3x31 (1961)
- Avventure in fondo al mare (Sea Hunt) – serie TV, 6 episodi (1960-1961)
- Cheyenne – serie TV, 3 episodi (1956-1961)
- Hawaiian Eye – serie TV, 2 episodi (1959-1961)
- Laramie – serie TV, 3 episodi (1960-1961)
- Lotta senza quartiere (Cain's Hundred) – serie TV, un episodio (1962)
- The Rifleman – serie TV, un episodio (1962)
- Carovane verso il west (Wagon Train) – serie TV, 2 episodi (1957-1962)
- Scacco matto (Checkmate) – serie TV, episodio 2x18 (1962)
- Gli uomini della prateria (Rawhide) – serie TV, 2 episodi (1959-1962)
- Il magnifico King (National Velvet) – serie TV, episodio 2x23 (1962)
- Corruptors (Target: The Corruptors) – serie TV, episodio 1x25 (1962)
- Surfside 6 – serie TV, episodio 2x28 (1962)
- Going My Way – serie TV, episodio 1x09 (1962)
- Saints and Sinners – serie TV, 2 episodi (1962)
- The Dick Powell Show – serie TV, episodio 2x13 (1962)
- Fbi Cape Canaveral (FBI Code 98) – film TV (1963)
- Il dottor Kildare (Dr. Kildare) – serie TV, un episodio (1963)
- Dakota (The Dakotas) – serie TV, episodio 1x12 (1963)
- Sam Benedict – serie TV, 4 episodi (1962-1963)
- Sotto accusa (Arrest and Trial) – serie TV, episodio 1x02 (1963)
- Ai confini della realtà (The Twilight Zone) – serie TV, 2 episodi (1963)
- L'ora di Hitchcock (The Alfred Hitchcock Hour) – serie TV, un episodio (1963)
- General Hospital – serie TV, un episodio (1963)
- The Jack Benny Program – serie TV, 11 episodi (1961-1964)
- Mr. Novak – serie TV, episodi 1x04-2x05 (1963-1964)
- Gomer Pyle: USMC – serie TV, un episodio (1964)
- Petticoat Junction – serie TV, un episodio (1964)
- Harris Against the World – serie TV, un episodio (1964)
- Hazel – serie TV, un episodio (1964)
- Il fuggiasco (The Fugitive) – serie TV, un episodio (1965)
- The Smothers Brothers Show – serie TV, un episodio (1965)
- The Dick Van Dyke Show – serie TV, 2 episodi (1964-1965)
- Mister Ed, il mulo parlante (Mister Ed) – serie TV, un episodio (1965)
- The Andy Griffith Show – serie TV, 2 episodi (1961-1965)
- The Lucy Show – serie TV, un episodio (1965)
- The Long, Hot Summer – serie TV, un episodio (1965)
- Tammy – serie TV, un episodio (1966)
- Viaggio in fondo al mare (Voyage to the Bottom of the Sea) – serie TV, un episodio (1966)
- Combat! – serie TV, un episodio (1966)
- Twelve O'Clock High – serie TV, un episodio (1966)
- A Man Called Shenandoah – serie TV, episodio 1x32 (1966)
- Kronos - Sfida al passato (The Time Tunnel) – serie TV, 2 episodi (1966-1967)
- Pistols 'n' Petticoats – serie TV, un episodio (1967)
- Gli invasori (The Invaders) – serie TV, 3 episodi (1967-1968)
- Le spie (I Spy) – serie TV, un episodio (1968)
- Reporter alla ribalta (The Name of the Game) – serie TV, un episodio (1968)
- The Outsider – serie TV, episodio 1x06 (1968)
- Squadra speciale anticrimine (Felony Squad) – serie TV, 6 episodi (1967-1968)
- Selvaggio west (The Wild Wild West) – serie TV, episodio 4x11 (1968)
- Lassie – serie TV, 4 episodi (1956-1969)
- Adam-12 – serie TV, un episodio (1970)
- The Doris Day Show – serie TV, 2 episodi (1970)
- Il rifugio del corvo (Crowhaven Farm) – film TV (1970)
- Breakout – film TV (1970)
- Il virginiano (The Virginian) – serie TV, 61 episodi (1962-1971)
- Ironside – serie TV, 3 episodi (1969-1971)
- Paper Man – film TV (1971)
- Sarge – serie TV, un episodio (1971)
- See the Man Run – film TV (1971)
- The Trackers – film TV (1971)
- O'Hara, U.S. Treasury – serie TV, un episodio (1971)
- Cannon – serie TV, un episodio (1972)
- Difesa a oltranza (Owen Marshall, Counselor at Law) – serie TV, 2 episodi (1971-1972)
- The Longest Night – film TV (1972)
- Missione impossibile (Mission: Impossible) – serie TV, un episodio (1972)
- Le pazze storie di Dick Van Dyke (The New Dick Van Dyke Show) – serie TV, un episodio (1972)
- F.B.I. (The F.B.I.) – serie TV, 7 episodi (1966-1972)
- The Victim – film TV (1972)
- Bonanza – serie TV, 3 episodi (1961-1973)
- Kung Fu – serie TV, un episodio (1973)
- Mod Squad, i ragazzi di Greer (The Mod Squad) – serie TV, 6 episodi (1969-1973)
- Marcus Welby (Marcus Welby, M.D.) – serie TV, un episodio (1973)
- Attentato al Trans American Express (Runaway!) – film TV (1973)
- Linda – film TV (1973)
- The New Perry Mason – serie TV, un episodio (1973)
- Griff – serie TV, un episodio (1973)
- Here's Lucy – serie TV, un episodio (1974)
- Chopper One – serie TV, un episodio (1974)
- Gunsmoke – serie TV, 3 episodi (1960-1974)
- S.W.A.T. – serie TV, un episodio (1975)
- Colombo (Columbo) - serie TV, episodio 5x01 (1975)
- Shazam! – serie TV, un episodio (1975)
- Squadra emergenza (Emergency!) – serie TV, 4 episodi (1973-1975)
- Barnaby Jones – serie TV, 4 episodi (1973-1975)
- Ellery Queen - serie TV, episodio 1x11 (1975)
- Switch – serie TV, un episodio (1976)
- Poliziotto di quartiere (The Blue Knight) – serie TV, 2 episodi (1975-1976)
- La donna bionica (The Bionic Woman) – serie TV, un episodio (1976)
- Phyllis – serie TV, un episodio (1976)
- Wonder Woman – serie TV, un episodio (1977)
- Doctors' Private Lives – film TV (1978)
- Una famiglia americana (The Waltons) – serie TV, un episodio (1980)
- Bogie – film TV (1980)
- Lou Grant – serie TV, un episodio (1980)
- Hazzard (The Dukes of Hazzard) – serie TV, un episodio (1980)
- Dallas – serie TV, un episodio (1981)
- La casa nella prateria (Little House on the Prairie) – serie TV, un episodio (1982)
- A-Team (The A-Team) – serie TV, un episodio (1983)
- Alfred Hitchcock presenta (Alfred Hitchcock Presents) – serie TV, un episodio (1985)

## Doppiatori italiani
Nelle versioni in italiano delle opere in cui ha recitato, Ross Elliott è stato doppiato da:
- Giuseppe Rinaldi ne La conquistatrice
- Adolfo Geri ne Il mistero del marito scomparso
- Gianfranco Bellini ne Il risveglio del dinosauro
- Pino Locchi in Tarantola
- Renato Turi in Operazione Normandia
- Sergio Tedesco in Ricerche diaboliche
- Giuseppe Fortis in L'ultimo colpo in canna
- Franco Odoardi in Ellery Queen
- Andrea Lala ne La casa nella prateria